# Five Serpent's Teeth
Five Serpent's Teeth (‘Cinco dientes de serpiente’, en castellano) es el tercer álbum de estudio de la banda de thrash metal Evile, fue lanzado a la venta el 29 de agosto de 2011.
El disco obtuvo excelentes críticas, pero no todos quedaron conformes con el nuevo lanzamiento de la banda debido a su radical cambio en el sonido y su estilo musical. Conservaron la orientación thrash metal pero agregaron mucha más «agresividad» a sus riff y con una voz mucho más cruda que en los discos anteriores.

## Canciones
| Nº | Título                        | Duración |
| -- | ----------------------------- | -------- |
| 1  | «Five Serpent's Teeth»        | 5:34     |
| 2  | «In Dreams Of Terror» (video) | 5:09     |
| 3  | «Cult» (video)                | 4:52     |
| 4  | «Eternal Empire»              | 5:34     |
| 5  | «Xaraya»                      | 6:04     |
| 6  | «Origin Of Oblivion»          | 4:56     |
| 7  | «Centurion»                   | 5:45     |
| 8  | «In Memoriam» (video)         | 5:48     |
| 9  | «Descent Into Madness»        | 4:26     |
| 10 | «Long Live New Flesh»         | 5:17     |

- Datos: Q3069652